# Anna-Maria Schölch
Anna-Maria Schölch (* 20. Dezember 1973 in Homberg (Efze)) ist eine deutsche Politikerin der CDU. Seit 2024 ist sie Abgeordnete im Hessischen Landtag.

## Leben
Schölch wuchs in Melsungen auf. Nach dem Abitur am dortigen Oberstufengymnasium Geschwister-Scholl-Schule zog sie zum Lehramtsstudium nach Kassel. Schölch ist verheiratet und hat zwei Kinder. Gemeinsam mit ihrem Ehemann führt sie ein Hotel in Kassel-Waldau. Die Familie lebt in Fuldabrück.

## Politischer Werdegang
Schölch engagiert sich seit 2011 bei der CDU. Sie ist seit 2013 Vorsitzende der Frauen-Union im Landkreis Kassel und Vorstandsmitglied der Frauen-Union Hessen. Seit 2016 Kreistagsabgeordnete im Landkreis Kassel.
Bei der Landtagswahl in Hessen 2023 kandidierte sie für das Direktmandat im Wahlkreis Kassel-Land II und konnte diesen mit 30,4 % der gültigen Stimmen erstmals den Wahlkreis für die CDU gewinnen. Damit gelang ihr der direkte Einzug in den Hessischen Landtag.